# Markéta z Durazza
Markéta z Durazza (italsky Margherita di Durazzo, 28. července 1347, Neapol – 6. srpna 1412, Salerno) byla neapolská a uherská královna jako manželka Karla III. Neapolského a později regentka Neapole v době nedospělosti svého syna.

## Život
Narodila se jako čtvrtá dcera vévody Karla z Durazza a Marie, dcery Karla z Kalábrie. V únoru 1369 se provdala za svého vrstevníka, bratrance Karla. V roce 1382 se Karlovi podařilo sesadit z neapolského trůnu svou tetu Johanu I. Nastoupil po ní na trůn a Markéta se stala královnou. Po smrti uherského krále Ludvíka Velikého byla Karlovi nabídnuta jako dědici Anjouovců uherská koruna. Markéta nebyla příznivcem myšlenky svržení dcery Ludvíka Velikého Marie a manžela od záměru zrazovala. V prosinci 1385 se Karlovi podařilo Marii sesadit z trůnu a nechal se korunovat. Vdova po Ludvíkovi Alžběta Bosenská jej nechala 24. února 1386 zavraždit.
Markéta se poté stala regentkou Neapole za svého syna. Manžela přežila o šestadvacet let a znovu se nevdala. Královna vdova se v posledních letech života odebrala nejdříve do Salerna a poté do Acquamely, kde v roce 1412 zemřela na mor. Markéta byla podporovatelkou Řádu menších bratří a podle jejich zvyků chtěla být i pohřbena; byla tedy v bílých šatech uložena k poslednímu odpočinku v katedrále v Salernu.